# Tarucus linearis
Tarucus linearis är en fjärilsart som beskrevs av Aurivillius 1925. Tarucus linearis ingår i släktet Tarucus och familjen juvelvingar. Inga underarter finns listade i Catalogue of Life.